# Talakan-Ölfeld
Koordinaten: 59° 47′ 27,6″ N, 110° 52′ 11,6″ O

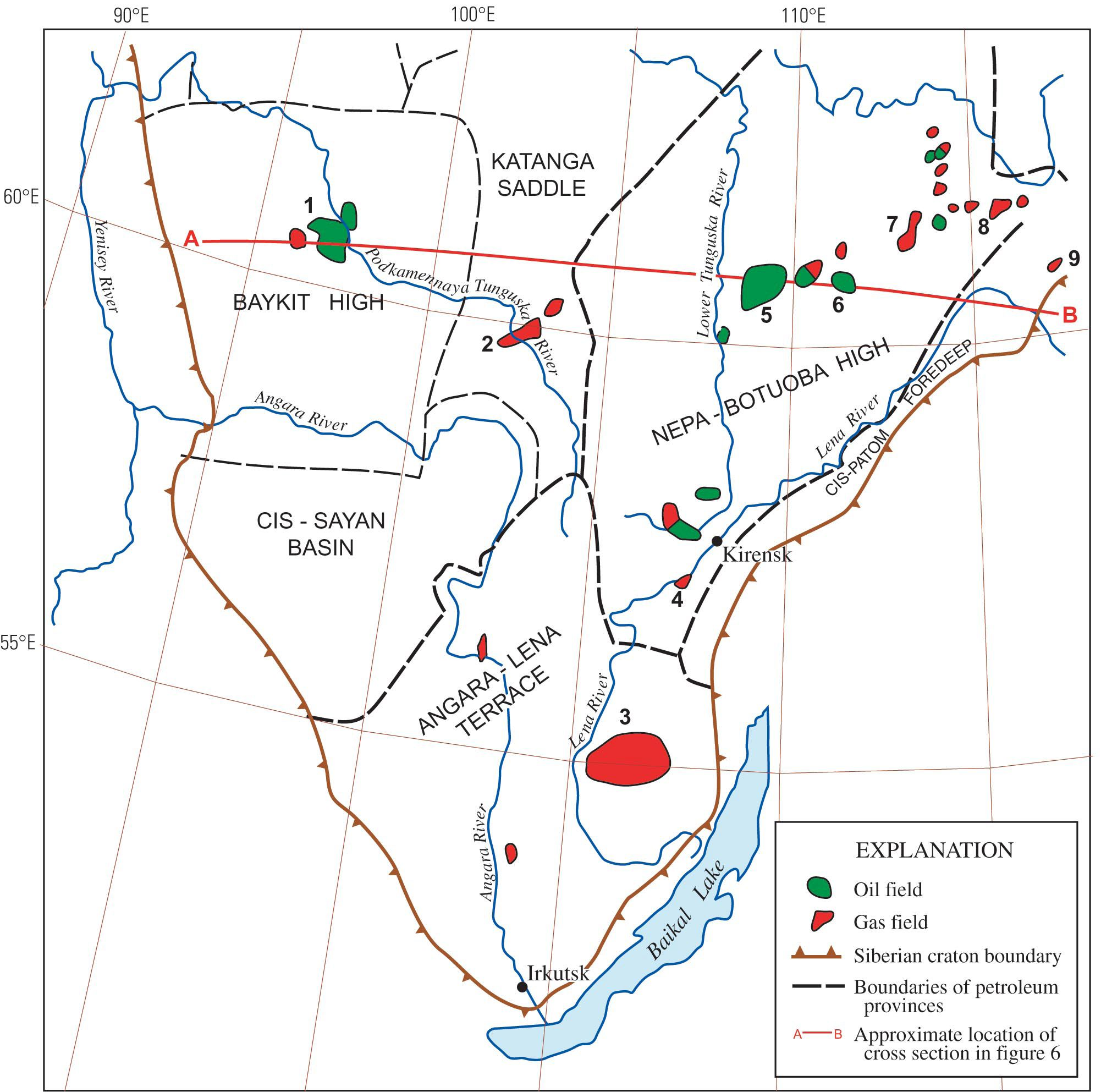
Öl- und Gasfelder im Süden Sibiriens: (1) Jurubchen-Tochom, (2) Soba, (3) Kowykta, (4) Markowo, (5) Werchnetschona, (6) Talakan, (7) Srednebotuoba, (8) Werchnewiljutschan, (9) Basychtach

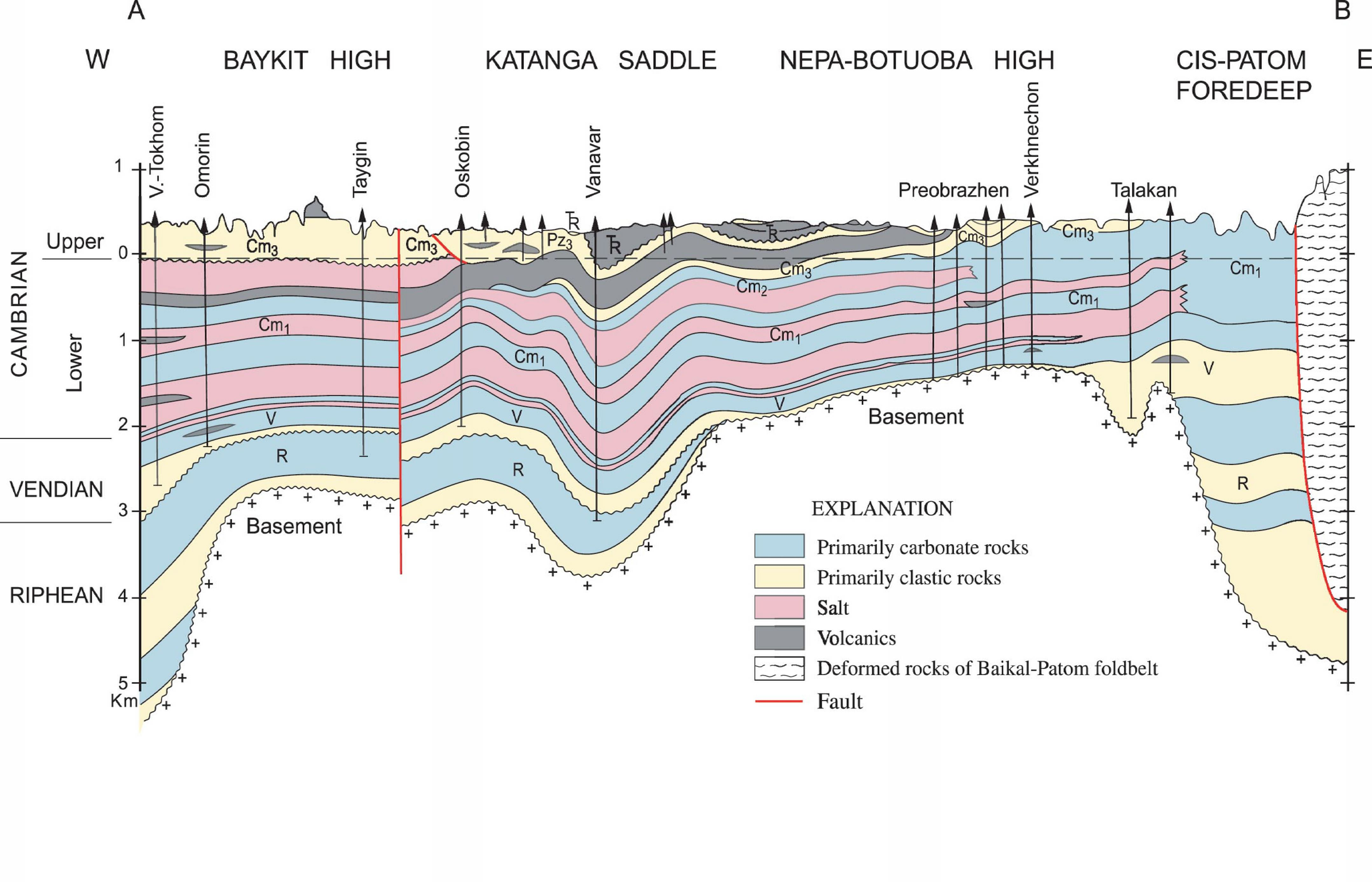
Geologischer Längsschnitt entlang der Linie A-B in ob. Abb. mit Bohrtiefen der Ölfelder

Das Talakan-Ölfeld ist ein bedeutendes Erdölvorkommen in Sibirien. Es liegt im Südwesten der Republik Sacha im Gebiet des Mittellaufes der Lena, etwa 200 km westlich der Stadt Lensk und 100 km nördlich der Siedlung Witim.

## Geschichte
Das Talakan-Ölfeld wurde im Jahr 1987 entdeckt. 1993 begann die geologische Erkundung und erste Förderung im Rahmen eines Pilotbetriebes durch die Gesellschaft Lenaneftegas, einer Tochtergesellschaft von Sachaneftegas. Im Jahr 1994 wurde eine vorläufige Pipeline in die Siedlung Witim an der Lena verlegt. Durch die Krise der 1990er Jahre kam die Erkundung nicht voran, die Lizenz von Lenaneftegas lief 1998 aus. Im April 2001 wurde die Erkundung und Förderung erneut ausgeschrieben. Nach umstrittener Lizenzvergabe, in der die Gesellschaft Jukos zunächst Sachaneftegas übernahm und die Lizenz bekam, die ihr jedoch 2003 wieder entzogen wurde, erhielt Ende 2003 die Gesellschaft Surgutneftegas den Zuschlag. Surgutneftegas entrichtete eine Lizenzgebühr in Höhe von 61 Mio. USD. 2009 beschloss die russische Regierung eine dreijährige Befreiung von der Zollsteuer für alle ostsibirischen Ölförderungsstätten. Davon profitiert auch das Talakan-Ölfeld und die Gesellschaft Surgutneftegas.

## Fördermengen
Die Vorkommen des Talakan-Feldes werden auf 125 Mio. Tonnen Öl (900 Mio. Barrel) und 60 Mio. Kubikmeter Gas geschätzt. Die Förderschichten liegen in relativ niedriger Tiefe von 1000 bis 1200 m. In den Jahren 2004 und 2005 förderte Surgutneftegas im Talakan-Ölfeld jährlich ca. 250.000 Tonnen Öl. 2008 betrug die Fördermenge ca. 600.000 Tonnen. Im Jahr 2009 rechnete Surgutneftegas mit einer Fördermenge von 1,5 Mio. Tonnen. 2010 wurden mehr als 6,5 Mio. Tonnen Öl gefördert. Ab 2011 erwartet Surgutneftegas eine jährliche Förderung von fünf bis sieben Millionen Tonnen.

## Infrastruktur
Eine ursprünglich geplante Pipeline in die Stadt Ust-Kut wurde im Jahr 2006 zugunsten der Anbindung an die Ostsibirien-Pazifik-Pipeline (ESPO) aufgegeben. Der erste Bauabschnitt dieser Pipeline wird seit dem 4. Oktober 2008 genutzt. Die Siedlung Witim an der Lena dient der Gesellschaft Surgutneftegas als Logistik-Basis für die Erschließung und Ausbeutung des Talakan-Ölfeldes. Das Unternehmen schätzt den Investitionsbedarf im Talakan-Ölfeld bis 2011 auf 98 Milliarden Rubel (2,75 Milliarden Euro). In der Nähe des Ölfeldes liegt der Flughafen Talakan.